# Oombergen
Oombergen est une section de la ville belge de Zottegem dans le Denderstreek située en Région flamande dans la province de Flandre-Orientale. Lors de la fusion, une partie de l'ancienne commune d'Oombergen a été rattachée à Hautem-Saint-Liévin. C'était une commune à part entière avant la fusion des communes de 1977.

## Histoire
Au XVIIe siècle, Charles Damman ou d'Aman est seigneur d'Oomberghe, Warnoyze, Vilaine (ou Velaine), Bus et Burgracht. Il appartient à une ancienne et noble famille de Gand. Son fils Gilles-François Damman, écuyer, seigneur de Warnoyze, bénéficie le 23 septembre 1642 de lettres données à Saragosse, le faisant chevalier en raison des services rendus par lui et ses ancêtres. 
En 1645, sont données à Madrid des lettres érigeant en vicomté la terre et seigneurie d'Oomberge, à laquelle sont jointes les seigneuries de Saint-Liévin, Oosche et Schoonberghe au profit de Gaspard Damman. Écuyer, Gaspard Damman est seigneur d'Oomberge, Essche, Velaine, Bus, Burchgracht, Vromenhove, Cercouteren et Monnaux. Il est chef de nom et armes de la maison Damman, l'une des plus nobles  et anciennes de la ville de Gand, alliée à de nombreuses familles nobles. 

## Démographie

### Évolution démographique
- Sources : INS, Rem. : 1831 jusqu'en 1970 = recensements, 1976 = nombre d'habitants au 31 décembre[4].

## Patrimoine
L’église dont certains éléments sont de type roman date du XIVe siècle. Un incendie a eu lieu en 1919 et l’église a été rénovée basé sur les conseils de l’architecte gantois Valentin Vaerwyck.

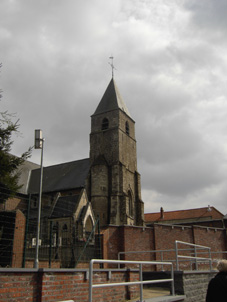
Vue de profil de l’église.
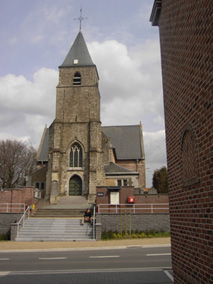
Vue de face de l’église.